# Ленинский (Киевское сельское поселение)
Ле́нинский — хутор в Крымском районе Краснодарского края.
Входит в состав Киевского сельского поселения.

## Население
| 1999 | 2002 | 2010 |
| ---- | ---- | ---- |
| 53   | ↗73  | ↘69  |